# Christian Pestalozza
Albert Rudolf Christian Graf von Pestalozza (* 20. Juli 1938 in Berlin) ist ein deutscher Rechtswissenschaftler und emeritierter Professor für Staats- und Verwaltungsrecht an der Freien Universität Berlin.
Bekannt ist er auch als Buchautor und Grundgesetz-Kommentator. Er wird für seine Auskunftsfreudigkeit in den Medien geschätzt und wurde schon mehrfach als Gutachter beauftragt.

## Leben
Pestalozza studierte von 1956 bis 1961 mit einem Stipendium der Studienstiftung des deutschen Volkes an der Freien Universität Berlin, an der Ludwig-Maximilians-Universität München und in Cumberland Lodge. 1957 und 1958 absolvierte er Dolmetscherprüfungen in Englisch und Französisch. 1961 legte er das erste juristische Staatsexamen ab. Von 1965 bis 1973 war Pestalozza wissenschaftlicher Mitarbeiter bei Peter Lerche. 1968 legte er das zweite juristische Staatsexamen ab. 1970 promovierte Pestalozza zum Thema Die Geltung verfassungswidriger Gesetze. Anmerkungen zur Normenkontrolle anläßlich des Entwurfs eines Vierten Gesetzes zur Änderung des Gesetzes über das Bundesverfassungsgericht. 1973 erfolgte die Habilitation zum Thema „Formenmißbrauch“ des Staates. Zu Figur und Folgen des „Rechtsmißbrauchs“ und ihrer Anwendung auf staatliches Verhalten.
Von 1976 bis 1980 war Pestalozza Professor für Öffentliches Recht an der Universität Bayreuth. 1980 übernahm er einen Lehrstuhl für Staats- und Verwaltungsrecht an der Freien Universität Berlin und führte das Institut für Staatslehre, Staats- und Verwaltungsrecht. Seit 2003 ist Pestalozza Mitglied der Ethikkommission der Ärztekammer Berlin und seit 2005 Mitglied der Ethikkommission des Landes Berlin. Auch nach seiner Emeritierung 2006 lehrt und forscht er weiterhin an der Freien Universität Berlin.

## Forschungsschwerpunkte
Pestalozzas Forschungsschwerpunkte liegen im Medizinrecht, Verfassungsrecht des Bundes und der Länder, insbesondere Bayerns, Berlins und Brandenburgs, ausländisches Verfassungsrecht, Prozessrecht, insbesondere Verfassungs- und Verwaltungsprozessrecht und Staatshaftungsrecht.

## Positionen

### Stellungnahmen zur Bundestagswahl 2005
Pestalozza zählt zu den Kritikern der mittels Vertrauensfrage herbeigeführten Bundestagswahl 2005. Im Zusammenhang mit der in Dresden erforderlichen Nachwahl forderte er, das Ergebnis der Bundestagswahl am 18. September zunächst unter Verschluss zu halten, um eine Beeinflussung der Dresdner Nachwähler zu vermeiden. Andernfalls sehe er den Grundsatz freier und gleicher Wahlen verletzt.

### Studiengebühren in Hessen
Pestalozza wurde von der hessischen Landesregierung 2005 damit beauftragt, die Zulässigkeit von Studiengebühren nach der hessischen Verfassung zu bestätigen. Pestalozza versteht in seinem Gutachten Studiengebühren nicht als Studienentgelte, sondern als Schulgeld. Somit seien sie gemäß der hessischen Verfassung zulässig und stünden nicht im Gegensatz zum Unentgeltlichkeitsgebot der Verfassung. Studiengebühren seien sogar geboten, die Höhe könne durch die Universitäten weitgehend frei bestimmt werden, solange es nicht zur Querfinanzierung fremder Fächer komme. Auf die wirtschaftliche Lage der Entgeltpflichtigen komme es bei der Bemessung der Studiengebühren nicht an.

### Volksabstimmungen
Pestalozza gehört zu den wenigen deutschen Staatsrechtlern, die schon früh ein grundsätzlich positives Verhältnis zu direkter Demokratie hatten. Seine viel zitierte Schrift Der Popularvorbehalt (1981) gilt unter Befürwortern von Volksabstimmungen als einschlägig. Zu den Erfahrungen in Weimar mit Parlamentarismus und direkter Demokratie schrieb er darin:

„Weimar hat nur eines gelehrt: Bei den Staatsorganen war die Sachkompetenz des Bürgers nicht gefragt. Weimar ist, wenn wir einen Verantwortlichen in der Rechtsordnung suchen, sicher eher am Parlamentarismus zerbrochen als an der direkten Demokratie. Hat uns das gehindert, wieder mit dem parlamentarischen System anzufangen? Zu Recht nicht. Aber es hat uns angespornt, dieselbe Sache besser zu machen. Allein dies ist auch die richtige Einstellung zu den direktdemokratischen Zügen der Weimarer Verfassung und ihrer praktischen Bewahrung.“

### Wahlrecht
Im September 2019 gehörte er zu den etwa 100 Staatsrechtslehrer, die sich mit dem offenen Aufruf zum Wahlrecht Verkleinert den Bundestag! an den Deutschen Bundestag wandten.

## Schriften (Auswahl)
- Die Geltung verfassungswidriger Gesetze: Anmerkungen zur Normenkontrolle anlässlich des Entwurfs eines 4. Gesetzes zur Aenderung des Gesetzes über das Bundesverfassungsgericht. In: Archiv des öffentlichen Rechts. Bd. 96 (1971), H. 1, S. 27–84 (gekürzte Dissertation, Universität München, 1971).
- „Formenmissbrauch“ des Staates: zu Figur und Folgen des „Rechtsmissbrauchs“ und ihrer Anwendung auf staatliches Verhalten (= Münchener Universitätsschriften. Reihe der Juristischen Fakultät. Bd. 28). Beck, München 1973 (Habilitationsschrift, Universität München, 1973).
- Verfassungsprozessuale Probleme in der öffentlichrechtlichen Arbeit: Die verfassungsgerichtlichen Verfahren in Bund und Ländern. Beck, München 1976; 3., völlig neubearbeitete Auflage: Verfassungsprozessrecht: Die Verfassungsgerichtsbarkeit des Bundes und der Länder, mit einem Anhang zum Internationalen Rechtsschutz. Beck, München 1991, ISBN 3-406-33035-5.
- Hrsg.: Verfassungen der deutschen Bundesländer. C.H.Beck, München 2014; 10. Auflage, ISBN 978-3-406-66242-3.
- Der Popularvorbehalt. Direkte Demokratie in Deutschland (= Schriftenreihe der Juristischen Gesellschaft e.V. Berlin. Heft 69). De Gruyter, Berlin 1981, ISBN 3-11-008630-1.